# Noordwolde (Groningen)
Noordwolde (Gronings: Noordwòl) is een dorp in de gemeente Het Hogeland in de provincie Groningen in Nederland. In 2023 telde het dorp 135 inwoners.
Noordwolde heet zo omdat het net ten noorden (1½ km) van Zuidwolde ligt. De aanduiding wolde komt van de gebiedsnaam, die ook terug te vinden is in de Wolddijk.
De Kerk van Noordwolde heeft een opvallende uivormige torenspits (siepel op z'n Gronings), de enige in de provincie.
Het dorp ligt aan de oude, oorspronkelijke weg van Groningen naar Bedum. Van het dorp loopt een kerkpad van een kilometer naar Plattenburg, een paar huisjes aan het Boterdiep.

## Activiteiten in Noordwolde
Noordwolde heeft een voetbalclub, VV Noordwolde. Het speelveld ligt net buiten het dorp.

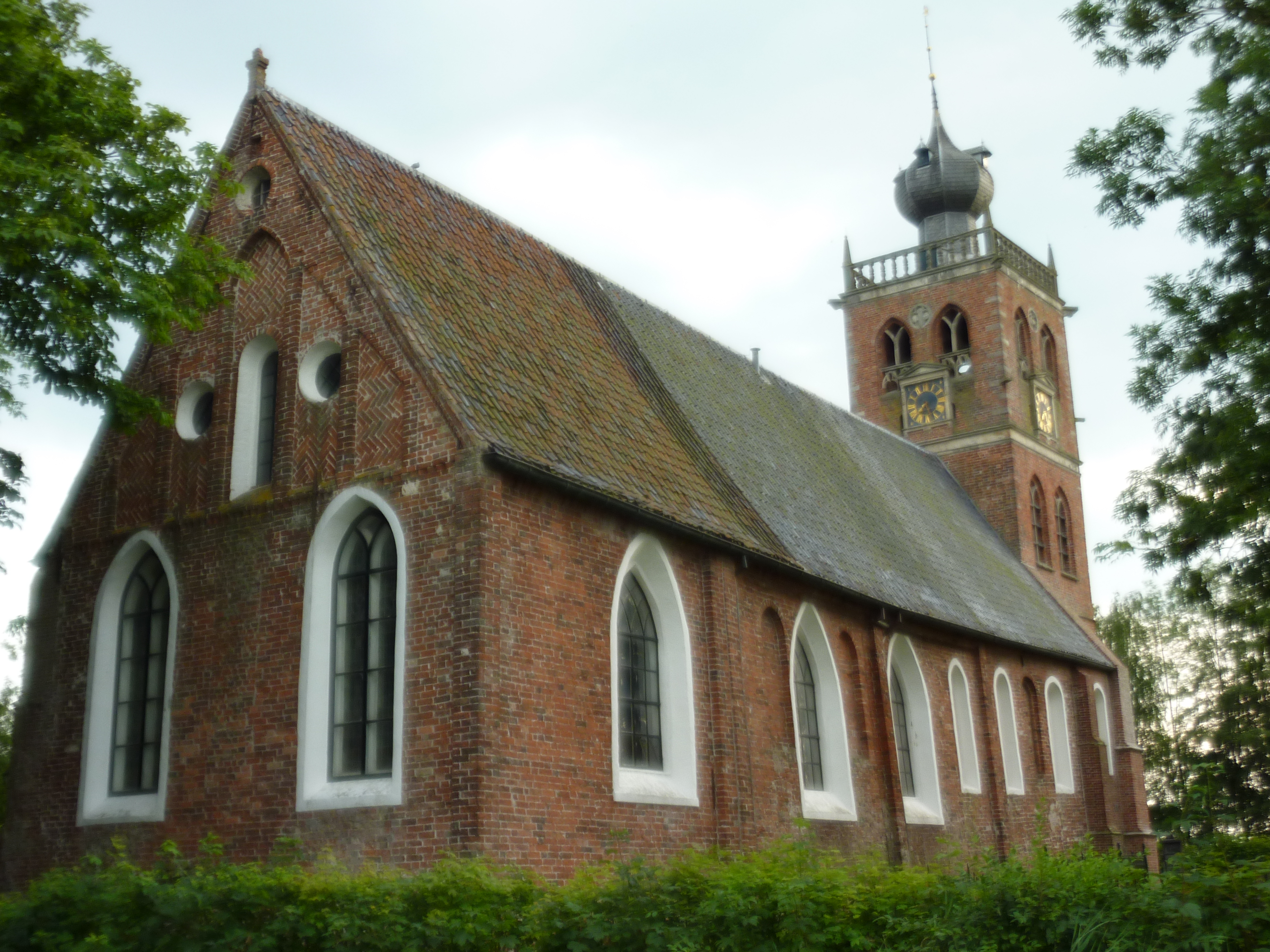
kerk van Noordwolde
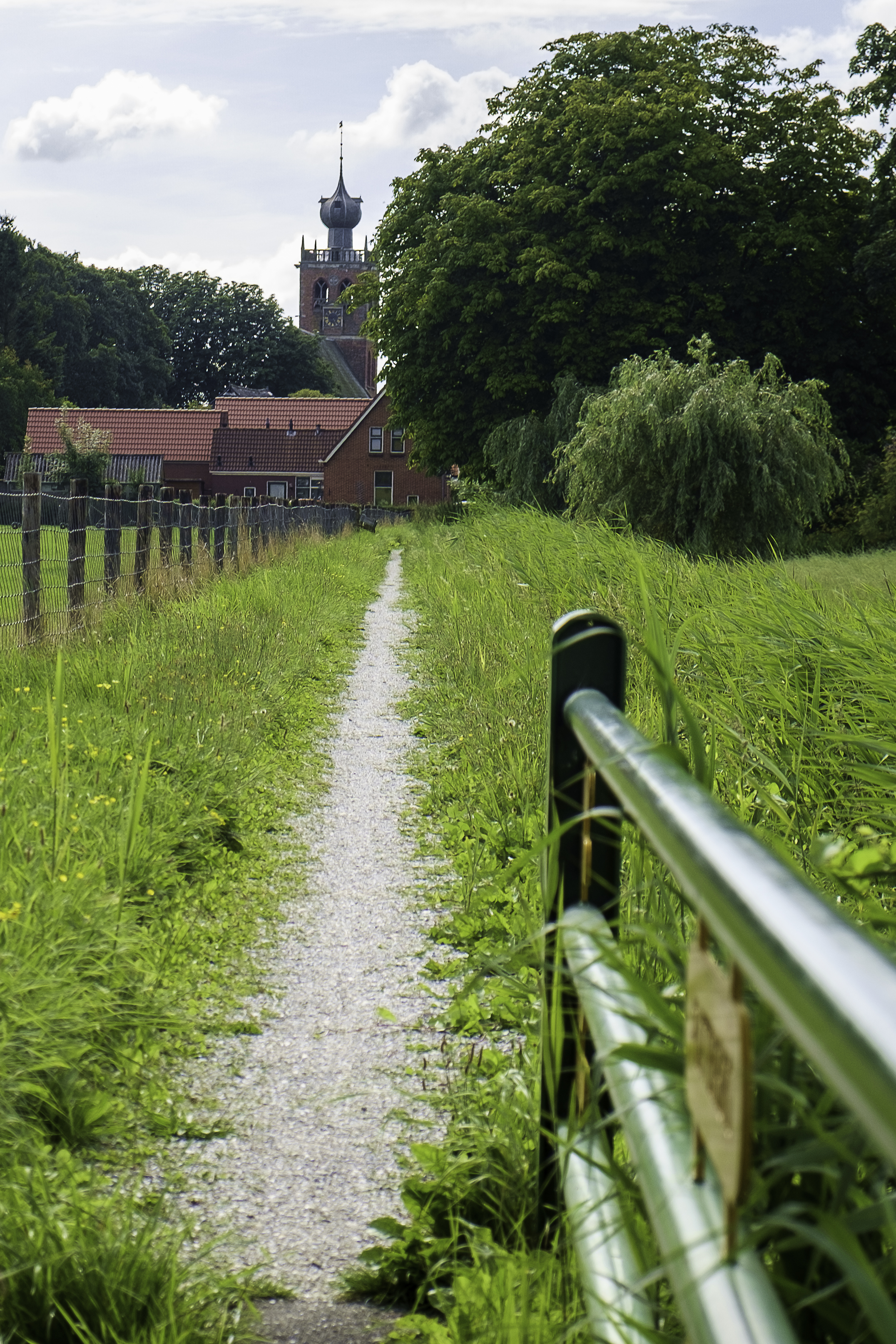
Plattenburgervoetpad met op de achtergrond de torenspits
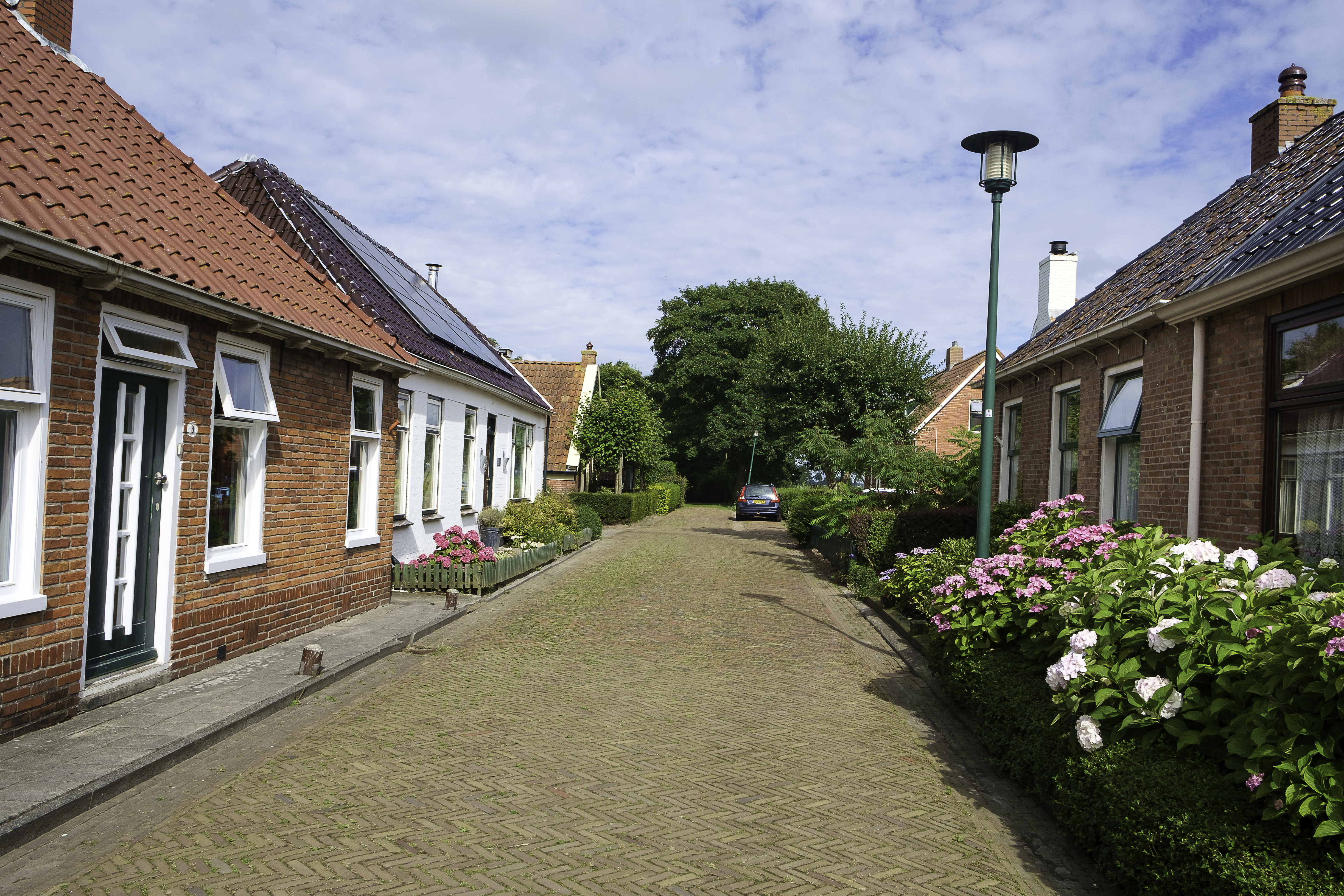
Nieuwstraat

## Geboren
- Gabri de Wagt (1921-2003), programmamaker